# Лісосибірськ
Лісосибірськ (рос. Лесосибирск) — місто в Росії, у Красноярському краї. Адміністративний центр міського округу місто Лісосибірськ. Місто крайового підпорядкування на території Єнісейського району, прирівняний до районів Крайньої Півночі. Великий центр лісообробної та лісохімічної промисловості.

## Географія

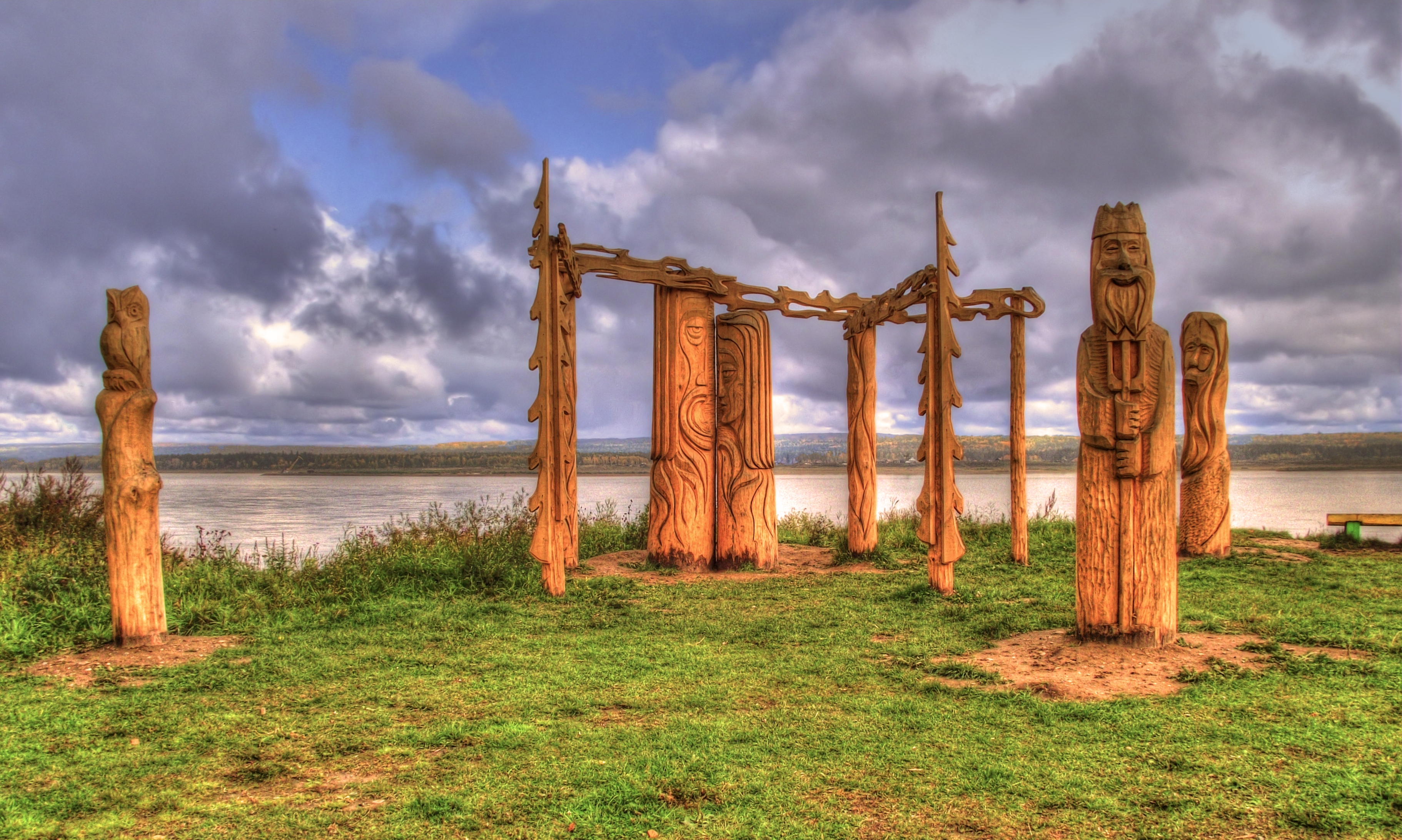
Дерев'яна скульптура, що символізує злиття Єнісею і Ангари. Встановлено на набережній Єнісею

Розташований в центральній частині Росії, на південному заході Заангарського плато на лівобережжі річки Єнісей, за 286 кілометрів на північ від Красноярська та за 30 км від гирла Ангари.
Місто має вигідне транспортно-географічне положення. Залізнична гілка на Ачинськ пов'язує Лісосибірськ з Транссибірською магістраллю, Єнісейський тракт, що йде до Красноярська, дає вихід на федеральну трасу «Байкал» (М53), потужний річковий порт, здатний переробляти в рік близько 1200 тисяч тонн вантажів. Єнісей пов'язує місто з Північним морським шляхом, а Ангара — з Нижнім Приангар'ям.
Завдяки цим факторам Лісосибірськ — зручний транспортний вузол, що дозволило включити його у проєкт Північно-Сибірської залізничної магістралі і позиціонувати його як плацдарм для розвитку Нижнього Приангар'я.

## Населення
| 1939    | 1959    | 1970    | 1979    | 1989    | 1992    | 1996    |
| ------- | ------- | ------- | ------- | ------- | ------- | ------- |
| 56 400  | ↘16 262 | ↗36 089 | ↗56 476 | ↗68 342 | ↗69 900 | ↘69 700 |
| 1998    | 2000    | 2001    | 2002    | 2003    | 2005    | 2006    |
| ↘69 300 | ↘68 500 | ↘68 200 | ↘65 374 | ↗65 400 | ↘64 900 | ↘64 600 |
| 2007    | 2008    | 2009    | 2010    | 2011    | 2012    | 2013    |
| ↘64 400 | ↘64 200 | ↘64 160 | ↘61 139 | ↘61 100 | ↘60 875 | ↘60 607 |
| 2014    | 2015    | 2016    | 2017    | 2018    |         |         |
| ↘60 277 | ↘59 903 | ↘59 844 | ↘59 642 | ↘59 525 |         |         |

## Економіка
Основні галузі промисловості - переробка деревини, лісохімія.